# Sargocentron shimizui
Sargocentron shimizui là một loài cá biển thuộc chi Sargocentron trong họ Cá sơn đá. Loài này được mô tả lần đầu tiên vào năm 1998.

## Từ nguyên
Từ định danh shimizui được đặt theo tên của Takeshi Shimizu thuộc Đại học Hokkaido nhằm vinh danh những đóng góp của ông về họ Cá sơn đá và cung cấp nhiều hình minh họa trong chuyên khảo của Randall.

## Phân bố
S. shimizui hiện chỉ được biết đến qua hai mẫu vật được đánh bắt bằng thuốc nổ ở vịnh Tomini (đảo Sulawesi, Indonesia), độ sâu khoảng 2–6 m.

## Mô tả
Chiều dài cơ thể tiêu chuẩn lớn nhất được ghi nhận ở S. shimizui là 7,3 cm; mẫu vật còn lại dài khoảng 6,7 cm (chiều dài tiêu chuẩn).
Số gai ở vây lưng: 11; Số tia vây ở vây lưng: 12–13; Số gai ở vây hậu môn: 4; Số tia vây ở vây hậu môn: 9.